# 施南生
施南生（英語：Nansun Shi，1951年8月8日—），香港傳媒人，其前夫為香港導演徐克。施南生是傳媒界翹楚，70年代先後在無綫、港台、佳視、麗的當製作及行政。80年代在新藝城，創出港產片的黃金時代，後協助有線、傳訊、電訊盈科等收費電視開天闢地。

## 簡歷
施南生早年在九龍太子道一座3層高的樓宇成長，出身於中產家庭。她在1956年畢業於聖三一堂幼稚園（現名聖三一堂曾肇添幼稚園，與周松崗為同屆鄰班同學），後入讀瑪利諾修院學校（小學部）。1963年小學畢業後通過升中試升讀瑪利諾修院學校。她与林燕妮、白韵琴、狄娜、俞琤等并称为香江才女，曾主持香港商业电台政论节目《在晴朗的一天出发》。2012年施南生曾加入凤凰卫视香港台，擔任政论节目主持人。
2025年4月27日，施南生獲頒第43屆香港電影金像獎終身成就獎，表揚其國際視野及出色的市場推廣能力，以將港產片推廣至國際影壇的重大貢獻，並由林青霞頒獎。

## 職位
- 香港电影工作室有限公司总裁  创业名作《上海之夜》
- 寰亞電影有限公司前任副总裁
- 香港东方娱乐集团资深顾问
- 前寰亚监制
- 发行工作室创办人

## 經歷
- 因為商業電台鄭經翰封咪風波，她接替主持政論節目《風波裡的茶杯》
- 曾主持《在晴朗的一天出發》。

## 學歷
- 瑪利諾修院學校  （页面存档备份，存于）
- Convent of the Holy Family
- Polytechnic of North London

## 荣誉
2017年2月，施南生获得第67届柏林影展金摄影奖（类似于终身成就奖），成为继巩俐和许鞍华后，第三位华人得主。
2025年4月27日，施南生獲頒第43屆香港電影金像獎終身成就獎。

## 外部連結
- 施南生在互联网电影资料库（IMDb）上的資料（英文）（英文）
- 在AllMovie上施南生的頁面（英文）
- 施南生在香港影庫上的簡介
- 施南生在豆瓣上的资料（简体中文）
- 施南生在时光网上的簡介（简体中文）